# Leskia certima
Leskia certima är en tvåvingeart som först beskrevs av Charles Howard Curran 1927.  Leskia certima ingår i släktet Leskia och familjen parasitflugor. Inga underarter finns listade i Catalogue of Life.